# Bismarckturm (Bad Freienwalde)

Ansichtskarte Bismarckturm in Freienwalde (Oder) 1908, Richard Geier Verlag

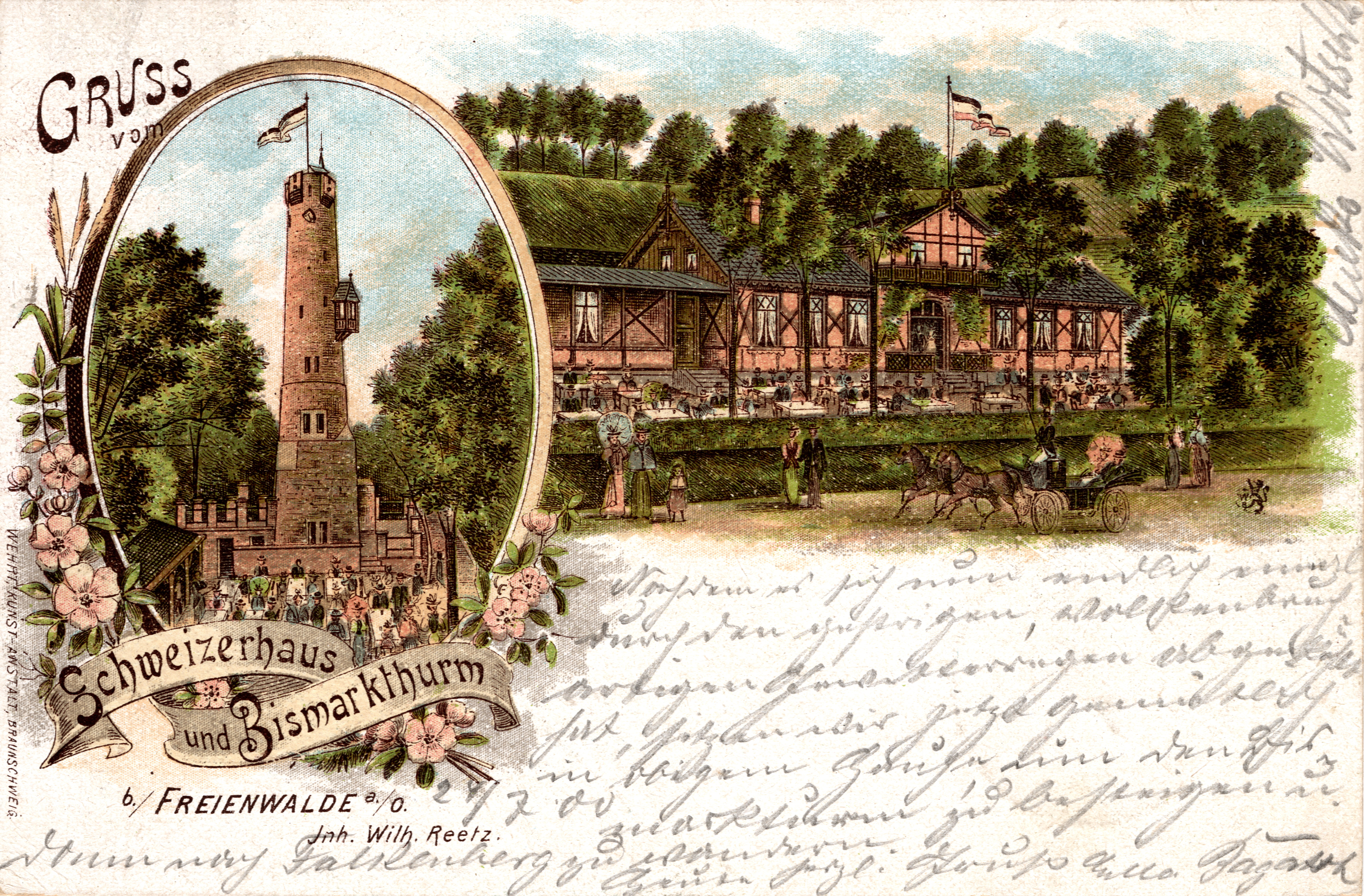
Ansichtskarte: „Gruss vom Schweizer Haus und Bismarkthurm“, Inhaber Wilhelm Reetz, Bad Freienwalde (Oder), Poststempel 25. Juli 1900, WEHRT – Kunstanstalt, Braunschweig

Der Bismarckturm von Bad Freienwalde (Oder) gehört zu einer Reihe von Türmen, die zu Ehren des ersten deutschen Reichskanzlers Otto von Bismarck errichtet wurden. Der Turm gehört zu den ersten Bismarcktürmen Deutschlands und wurde noch zu Lebzeiten Bismarcks eingeweiht.

## Lage
Der Turm befindet sich auf dem Plateau des 77 m hohen Schlossbergs, einem von Südost nach Nordwest verlaufenden Sporn der Hochfläche des Barnim, unmittelbar an der steil abfallenden Bruchkante zum Oderbruch. Er liegt 200 m südlich der B 167 und 2 km nordwestlich von Bad Freienwalde (Oder). Er steht auf Fundamenten der mittelalterlichen Burg Malchow.

## Geschichte

### Deutsches Kaiserreich
Initiiert wurde der Turmbau am 20. Februar 1894 in einem Schreiben an die Stadt von den fünf Vorstandsmitgliedern des Freienwalder Geschichtsvereins unter Federführung von Dr. Eduard Heller.
Der pensionierte Oberstabsarzt Eduard Heller hatte sich um 1885 Freienwalde als Alterswohnsitz gewählt und sich von Anfang an sehr um die Fortentwicklung der Stadt bemüht. Er wurde Beigeordneter, Stadtverordneter und stellvertretender Vorsteher des Stadtparlaments und erwarb sich höchste Achtung der Freienwalder Bürger. Dr. Heller schrieb auch 1896 die erste an Primärquellen orientierte Stadtgeschichte von Freienwalde a/O.
Der Vorstand bestand zudem noch aus Baurat Theodor Düsterhaupt, Direktor Busse (Freienwalder Alaunwerksziegelei), Oberlehrer Herrmann und Pastor Haase. Das aus dem Geschichtsverein heraus gegründete Turmbaukomitee finanzierte den 6.475 Mark teuren Turm über die Ausgabe von Anteilsscheinen zu mindestens 25 Mark. Als städtische Hilfe erhielt das Komitee einige Feldsteine der Burgausgrabungen, die man für den Turmsockel verwendete.
Der Bismarckturm wurde 1895 auf dem Burgfundament der Burg Malchow an der Nordwest-Ecke der alten Burgruine erbaut, deren Reste vor dem Bau des Turms 1893/1894 durch Dr. Eduard Heller ausgegraben worden waren. Entworfen wurde das Bauwerk in Bezugnahme auf die mittelalterliche Burg vom Architekten Ernst Milde aus Berlin, die Bauleitung übernahm Baurat Theodor Düsterhaupt. Die Maurerarbeiten wurden von Maurer- und Zimmermeister Emil Baeskow aus Freienwalde ausgeführt. Am 1. April 1895, dem 80. Geburtstag von Bismarck, wurde in Anwesenheit des Landrates und späteren Reichskanzlers Theobald von Bethmann Hollweg im Rahmen einer Feier der Grundstein des Turmes gelegt. Der ursprünglich geplante Einweihungstermin am Sedantag konnte nicht eingehalten werden. Die Einweihung erfolgte schließlich am 22. September 1895. Damit ist der Turm einer der ältesten Bismarcktürme in Deutschland. Das Erkertürmchen wurde am 14. August 1895 mit einer von Schlossermeister P. Hamann hergestellten Wetterfahne bekrönt.
Der Turm wurde nachträglich auf der Spitze mit einem Feuerkorb ausgestattet. Diese Befeuerungseinrichtungen waren dazu gedacht an bestimmten Tagen zu Ehren des ehemaligen Reichskanzlers eine Feuerkette durch das ganze Reich zu erzeugen. Für das Jahr 1904 wurde ein helllodernes Feuer auf dem Turmkopf erwähnt. 1905 wurde der Feuerkorb durch den Schlossermeister Carl Scheifler abgenommen und dann 20 cm erhöht wieder eingebaut. Die Befeuerung erfolgte durch Illuminationspech der Chemischen Fabrik Carl Netz aus Jena.
Der Turm wurde kurz nach der Einweihung am 2. September 1895 an den Restaurantbesitzer des Schweizerhauses Wilhelm Reetz verpachtet. Im unteren Teil des Turmes wurden eine Küche und ein Vorratsraum für die Gastronomie geschaffen.
Im Aufgang an der Westseite wurde im Jahr 1903 als Geschenk von Baurat Theodor Düsterhaupt eine Inschriftentafel aus getriebenem Kupferblech angebracht:
DIESER · BISMARCKTHURM ·

IST · MIT · BEIHILFE · DER · HERREN · VON · BETHMANN

= HOLLWEG · JUN · VON · DAUM · UND · DR KUMHEIM · IM

JAHRE · 1895 · ERBAUT · VON · DEN · FREIENWALDER

BUERGERN: DUESTERHAUPT · DR HELLER · LEUTSCH

Die letzten Darlehensscheine wurden am 1. Oktober 1910 eingelöst und der Turmbauverein konnte den Turm am 1. Januar 1911 schuldenfrei in den Besitz der Stadt Freienwalde übergeben.

### Drittes Reich
Im April 1945 wurde der Turm während der Schlacht um die Seelower Höhen im Gefechtsstreifen der 5. Jäger-Division wahrscheinlich durch Artilleriebeschuss beschädigt. Der Feuerkorb fehlt seit 1945.

### Deutsche Demokratische Republik
Die Kriegsschäden, unter anderem zwei Einschusslöcher durch Artillerie, wurden nach 1950 behelfsmäßig beseitigt. Mit der Wiedereröffnung wurde der Turm aus ideologischen Gründen in „Turm der Jugend“ umbenannt. Als Damnatio memoriae durfte Bismarck als Initiator des Sozialistengesetzes nicht mehr Namenspatron sein.
Nach 1970 verfiel der Turm zusehends. Um 1980 war der Verfall des Turmes soweit vorgeschritten, dass zur Rettung des Gebäudes am 24. August 1981 ein privater, nichtstaatlicher Verein „Turm der Jugend“ gegründet wurde. Hierzu stiftete Margarete Franzke aus Freienwalde 1981 25.000 Mark für die Instandhaltung des Turmes. Mit dieser Spende konnte im Jahr 1985 eine neue eiserne Treppe eingebaut werden. Zusätzlich wurde ein Notdach über der Aussichtsplattform angebracht. Die Arbeiten wurde von der VEB Kranbau Eberswalde durchgeführt.

### Nach der Wiedervereinigung
Der Bismarckturm wurde von Dezember 1991 bis 1994, durch das Land Brandenburg gefördert, saniert. Der Turmschaft wurde mit 6.000 originalgetreuen Ziegeln saniert und die Wappen am Turm wurden ausgebessert. Zudem wurden der Seitenanbau und die Außentreppenanlage erneuert.
Am 13. August 1994 wurde das nun wieder in Bismarckturm zurückbenannte Bauwerk für den Besucherverkehr feierlich wiedereröffnet. Die Sanierung kostete insgesamt mehr als 500.000 DM.
Die Tafel wurde 1995 von dem Eberswalder Metallbildhauer Eckhard Herrmann nach der Originalvorlage erneuert und durch die folgenden Einträge erweitert:
1992–1995·MIT·LANDESFÖRDERUNG

## Beschreibung
Ernst Milde entwarf den Turm in Bezugnahme auf die Burg Malchow als mittelalterlichen Wehrturm mit kleinen Erkern und mit steinernen Zinnen. Das quadratische Sockelgeschoss besteht aus originalen Feldsteinen der Ausgrabung der Burg Malchow 1893/1894 durch den Oberstabsarzt a. D. Dr. Eduard Heller. Auf diesem Sockelgeschoss befindet sich ein runder Turmschaft, der sich nach oben verjüngt. Er besteht aus roten Ziegeln von großem mittelalterlichem Format. Diese Ziegel wurden in der benachbarten „Dampfziegelei und Thonwarenfabrik Kunheim & Co.“ (Freienwalder Alaunwerksziegelei) des Chemieindustriellen Hugo Kunheim gebrannt. Der obere Teil des Turms ist von Wappenfeldern und Zinnen geprägt. Unterhalb der Zinnen sind das Wappen derer von Bismarck, das Wappen derer von Uchtenhagen, das Freienwalder Stadtwappen sowie der brandenburgische Adler (askanische) angebracht. Der Austritt auf die Plattform erfolgt durch ein Erkertürmchen, welche am 14. August 1895 mit einer Wetterfahne bekrönt wurde. Der Bismarckturm hat eine Höhe von 28 Metern. Die Innentreppe wurde bei der Sanierung durch eine rechtsdrehende Holztreppe ersetzt. Über 113 Stufen gelangt man heute zur oberen Aussichtsplattform.

## Heutige Nutzung
Der Schlossberg ist heute dicht bewaldet. Er gilt wegen der Ruine der Burg Malchow, des hier errichteten Bismarckturms und dem weiten Blick über die Hügel und Schluchten der Oberbarnimer Berge, das Niederoderbruch mit der Insel Neuenhagen, dem Schiffshebewerk Niederfinow und der Schorfheide als beliebtes Wanderziel. Der Turm ist Teil des Freienwalder Turmwanderwegs und des Turmdiploms.